# Gregorio José Ramírez y Castro
Gregorio José Ramírez y Castro (San José, 27 de marzo de 1796—Alajuela, 4 de diciembre de 1823) fue un marinero, comerciante y político costarricense, gobernante de Costa Rica como comandante general de las Armas del 5 al 16 de abril de 1823.

## Datos personales
Nació en San José, Costa Rica, el 27 de marzo de 1796, en una familia de extracción hidalga. Sus padres fueron Gregorio Ramírez y Otárola (1749-1803), teniente de gobernador de San José en 1791, y Rafaela Castro y Alvarado. No contrajo matrimonio.

## Actividad marinera
Debido a padecimientos asmáticos se dedicó a la vida marinera desde su adolescencia. Llegó a ser capitán de barcos mercantes que desarrollaban actividades entre Puntarenas y Panamá, aunque en 1821 fue acusado judicialmente por no rendir cuentas debidamente a uno de los propietarios. En enero de 1819, Gregorio José Ramírez fue capturado por la fragata corsaria La Argentina, comandada por Hipólito Bouchard. Durante su retención, brindó una declaración sobre la situación política en Centroamérica, documento hallado años después en archivos peruanos. De marzo a junio de 1819 formó parte de un destacamento para defensa costanera del Pacífico costarricense, bajo las órdenes del capitán don Salvador de Oreamuno y Muñoz de la Trinidad.

## Actividad política en la época de la Independencia
Representó a la población de Alajuela en la Junta de Legados de los Pueblos que el 1 de diciembre de 1821 emitió el Pacto de Concordia. 
De abril a diciembre de 1822 estuvo ausente de Costa Rica, en un viaje por las costas del Pacífico sudamericano.
A su regreso a Costa Rica, representó a Alajuela en una junta de legados de los pueblos (febrero de 1823) y se manifestó en favor de un sistema republicano de gobierno. Posteriormente fue elegido diputado por Alajuela al Congreso Provincial que inició sesiones el 1 de marzo de 1823.

## Batalla de Ochomogo
Se encontraba residiendo en Alajuela cuando se tuvo allí noticia del golpe monárquico de Joaquín de Oreamuno y Muñoz de la Trinidad. El Ayuntamiento local lo nombró comandante general de las Armas y se puso al frente de las fuerzas republicanas de Alajuela y San José. El 5 de abril de 1823, en la batalla de Ochomogo, sus tropas derrotaron a las fuerzas monárquicas y enseguida ocuparon la ciudad de Cartago, entonces capital de Costa Rica.

## Comandante general de las Armas
A partir de su victoria militar ejerció el mando supremo de Costa Rica, como comandante general de las Armas. Durante su administración se trasladó la capital de Cartago a San José y se convocó nuevamente a sesiones al Congreso Constituyente. Una vez reunido este, bajo la presidencia de José María de Peralta y La Vega,  Ramírez le entregó el poder, el 16 de abril de 1823. Retuvo hasta su muerte el mando militar.

## Muerte
Murió en Alajuela, Costa Rica, el 4 de diciembre de 1823. La Asamblea Legislativa lo declaró Benemérito de la Patria en 1971.
Existen dos biografías suyas, una de Pedro Pérez Zeledón, incluida en la obra Gregorio José Ramírez y otros ensayos, y otra de Carlos Meléndez Chaverri y José Hilario Villalobos, Gregorio José Ramírez, publicada en 1973 por el Ministerio de Cultura, Juventud y Deportes de Costa Rica.